# Часовня Даниила Московского (Москва)
Часо́вня Дании́ла Моско́вского — православная часовня в сквере на площади Серпуховской Заставы в Москве в честь святого благоверного великого князя Даниила Александровича, основателя Даниловского ставропигиального мужского монастыря, монахом-схимником которого был сам великий князь, расположенного неподалёку. Воссоздана вновь в 1998 году по проекту архитекторов Ю. Г. Алонова и Д. С. Соколова. Часовня располагается на пути следования в Даниловский ставропигиальный мужской монастырь из станции метро «Тульская».

## История

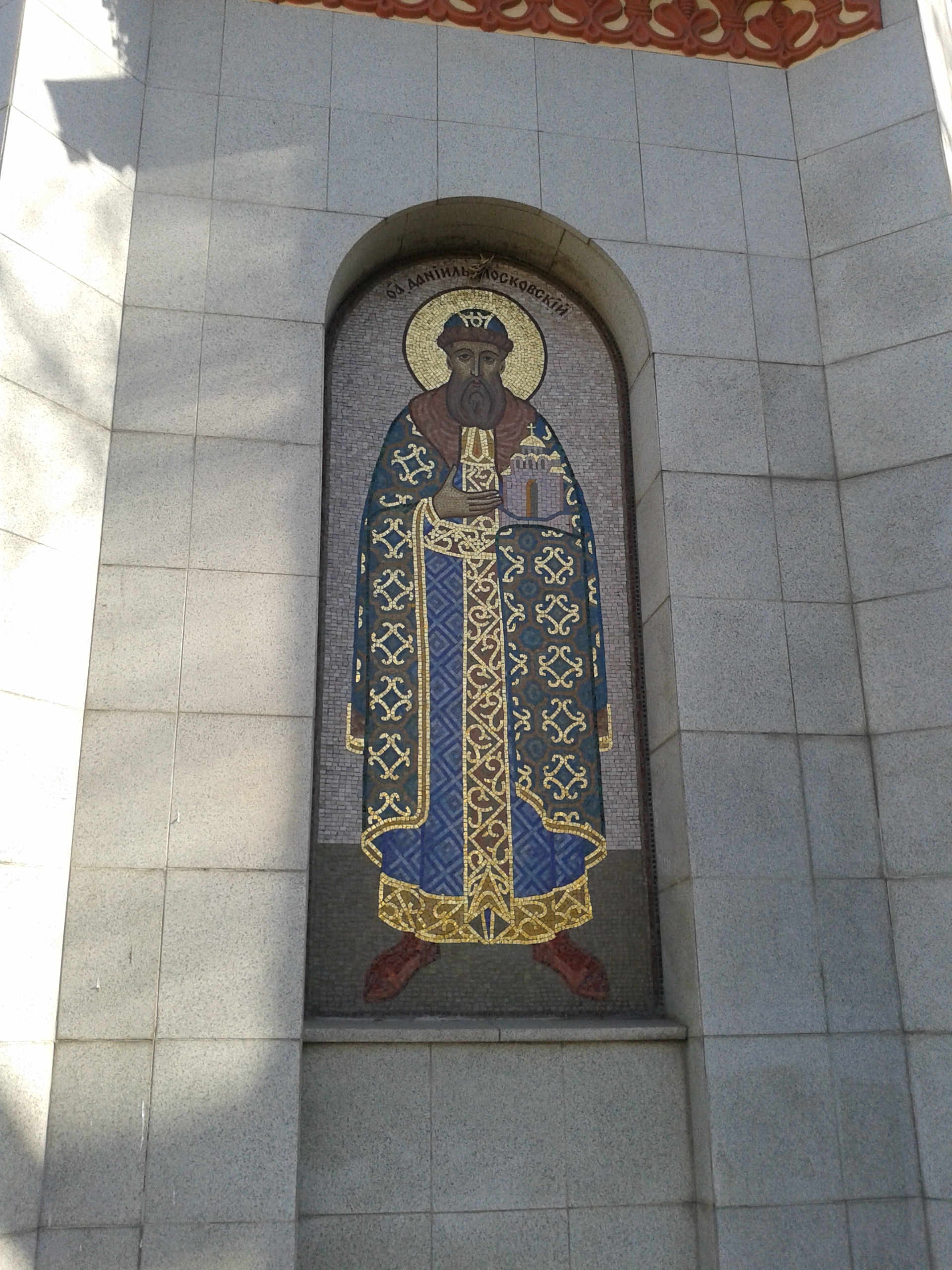
Икона св. Даниила Московского на фасаде часовни

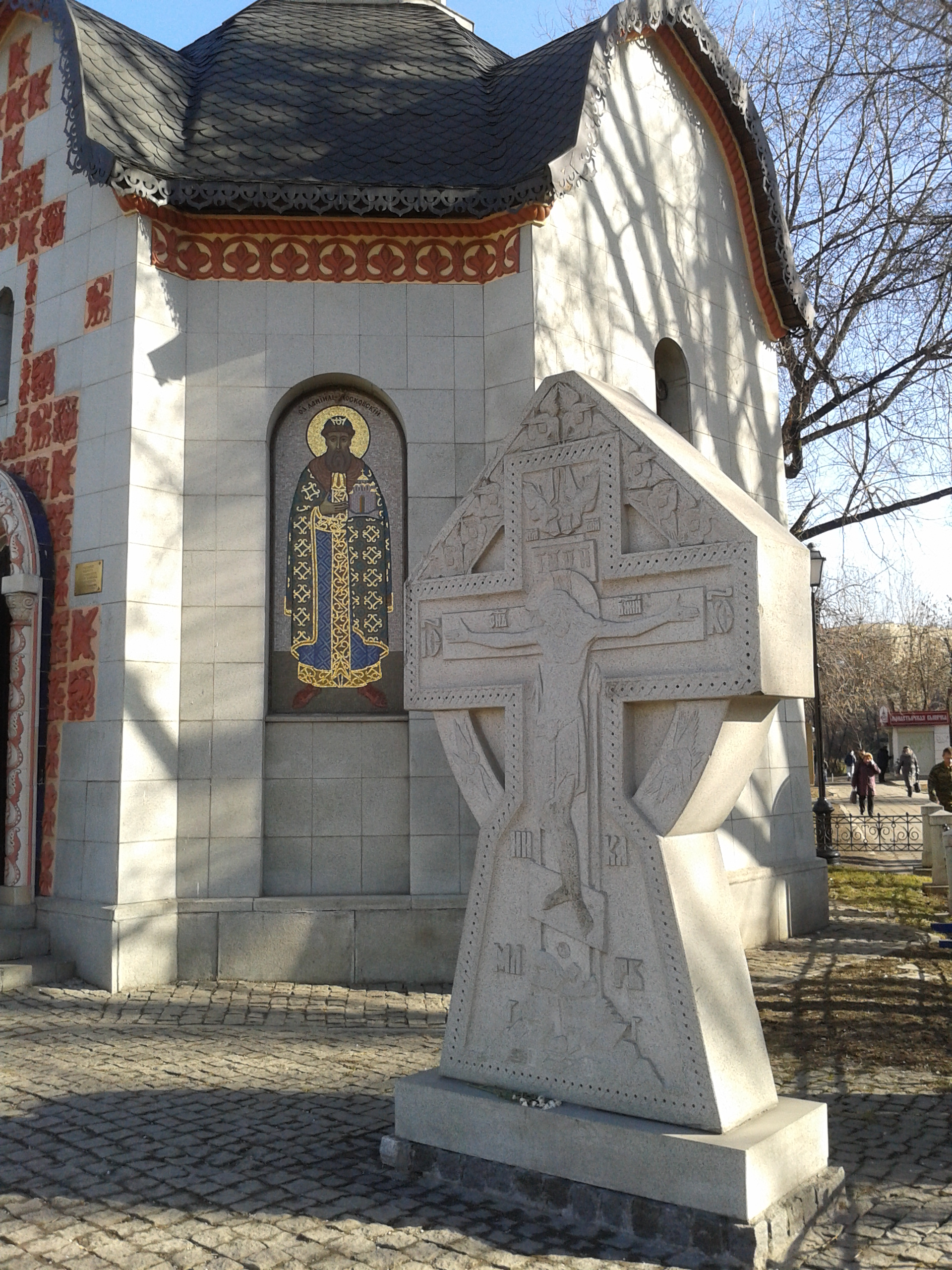
Памятный Крест у часовни св. Даниила Московского

Первое здание часовни было построено на этом месте ещё до 1722 года специально для паломников и верующих, приходивших со всех концов Российской империи в древнюю московскую обитель, чтобы поклониться её святому основателю. Здание часовни неоднократно перестраивалось: в 1784 и 1869 годах. В советское время её постигла участь многих московских православных храмов — она была разрушена в 1920 году. В 1998 году часовня была воссоздана по новому проекту архитекторов Ю. Г. Алонова и Д. Г. Соколова. Приписана к Свято-Данилову монастырю.

## Описание часовни
Часовня по проекту 1998 года построена в неорусском стиле. На фасаде часовни находятся мозаичные иконы следующих святых: Александра Невского, Даниила Московского, Ивана Калиты и Дмитрия Донского. Около часовни расположен памятный Крест.
В стену часовни встроена нивелирная марка «7.77 саженей над уровнем Москвы», восстановленная в 2004 году. Эта марка напоминает о «Московском нуле», от которого измерялся уровень Москвы-реки. Нуль представлял собой отметку на берегу реки около Данилова монастыря, имевшую высоту 116 метров над уровнем Балтийского моря.

## Торжественное открытие
Торжественное открытие часовни состоялось 17 марта 1998 года в день памяти святого благоверного великого князя Даниила Московского. Освятил часовню патриарх Московский и всея Руси Алексий II.
Напротив часовни на пересечении Люсиновской и Большой Серпуховской улиц возвышается памятник святому благоверному великому князю Даниилу Александровичу, также открытый и освящённый в канун 850-летия основания Москвы — 4 сентября 1997 года.